# Simplicia laxa
Simplicia laxa là một loài thực vật có hoa trong họ Hòa thảo. Loài này được Kirk miêu tả khoa học đầu tiên năm 1896.